# Nepenthes
Nepenthes L., 1753 è un genere di piante carnivore, unico genere della famiglia monotipica Nepenthaceae Dumort., 1829.

## Etimologia
Il suo nome deriva dal greco antico νη- ne "non", e πένθος pénthos "dolore" e fa riferimento a un episodio dell'Odissea, in cui una regina egizia porge ad Elena un "nepenthes pharmakon", un farmaco che lenisce il dolore tramite la cancellazione dei ricordi. Il nome Nepenthes fu attribuito da Linneo, poiché egli immaginava come un botanico, che dopo un lungo e travagliato viaggio nel sud-est asiatico avesse trovato questa stupefacente pianta nel suo habitat naturale, si sarebbe sentito ripagato di ogni sforzo e tutti i suoi affanni sarebbero stati dimenticati, come successo ad Elena.

## Descrizione
Il genere Nepenthes include oltre 180 specie, principalmente terrestri, raramente epifite. Le piante consistono di uno stelo lungo fino a 15 m, di circa 1 cm di diametro. Lungo lo stelo sono posizionate foglie alternate, la cui nervatura centrale si estende oltre l'apice formando un viticcio. Il viticcio termina con una trappola, una sacca munita di opercolo chiamata ascidio. Gli insetti, attirati dal nettare secreto da ghiandole cosparse sull'ascidio, cadono all'interno, dove vengono digeriti da un liquido contenente pepsina e assimilati dalla pianta. Quando l'ascidio è ancora in via di formazione, l'opercolo è chiuso, e si apre solo quando la trappola è matura. Contrariamente a una credenza comune, l'opercolo non ha capacità di movimento, non si chiude ogni volta che l'ascidio intrappola un insetto. Esso contribuisce ad attirare la preda ed evita che la pioggia riempia la trappola, compromettendone il funzionamento e appesantendo la pianta. Raggiunta una certa altezza, variabile da specie a specie, gli steli di Nepenthes producono foglie con viticci che si arrotolano su sé stessi. Come nella pianta di vite, questo espediente permette di arrampicarsi o sostenersi sulla vegetazione circostante, onde evitare che lo stelo collassi e per massimizzare l'esposizione al sole.

## Storia botanica
Prima di essere ufficialmente posizionate nel nuovo genere Nepenthes nel 1753, queste piante furono descritte sotto diversi nomi. Nel 1658 Étienne de Flacourt, governatore del Madagascar, le chiama Amramatico (riferendosi a N. madagascariensis). Nel 1677 Thomas Bartholin, medico danese, le chiama Miranda herba (N. distillatoria). Nel 1680 Jacob Breyne, mercante olandese, le chiama Bandura zingalensium (N. distillatoria). Nel 1683 Herman Niklas Grim, medico svedese, le chiama Planta mirabilis destillatoria (N. distillatoria). Nel 1696 Leonard Plukenet le chiama Utricaria vegetabilis zeylanensium (N. distillatoria). Circa nello stesso periodo Georg Eberhard Rumphius, botanico tedesco, le chiama Cantharifera (N. mirabilis e N. maxima). Nel 1737 Johannes Burmann usa il nome Bandura zeylanica (N. distillatoria). Nello stesso anno Linneo usa per la prima volta il nome Nepenthes (per N. distillatoria), ma la categoria genere non esiste ancora. La pubblica Linneo nel 1753, ed insieme anche il genere Nepenthes. Nel 1790 João de Loureiro, prete portoghese, le chiama Phyllamphora mirabilis (N. mirabilis).
Nel 1874 Joseph Dalton Hooker e L. Tate rilevano la presenza di enzimi nella pianta e dimostrano il suo processo digestivo.

## Distribuzione e habitat
Il genere Nepenthes è diffuso soprattutto nell'Arcipelago malese. La maggiore biodiversità si trova in Borneo, Sumatra e Filippine, con la più alta in assoluto sulle montagne del Borneo. L'intera distribuzione di queste piante include Madagascar (N. madagascariensis e N. masoalensis), Seychelles (N. pervillei), Sri Lanka (N. distillatoria), India (N. khasiana), la parte occidentale dell'Australia (N. mirabilis, N. rowanae, e N. tenax) e la Nuova Caledonia (N. vieillardii). La maggior parte delle specie ha una distribuzione limitata, spesso a una sola montagna o una sola isola. Nepenthes mirabilis è la specie più diffusa, con popolazioni che vanno dall'Indocina all'Australia.

## Tassonomia
Il genere comprende le seguenti specie:

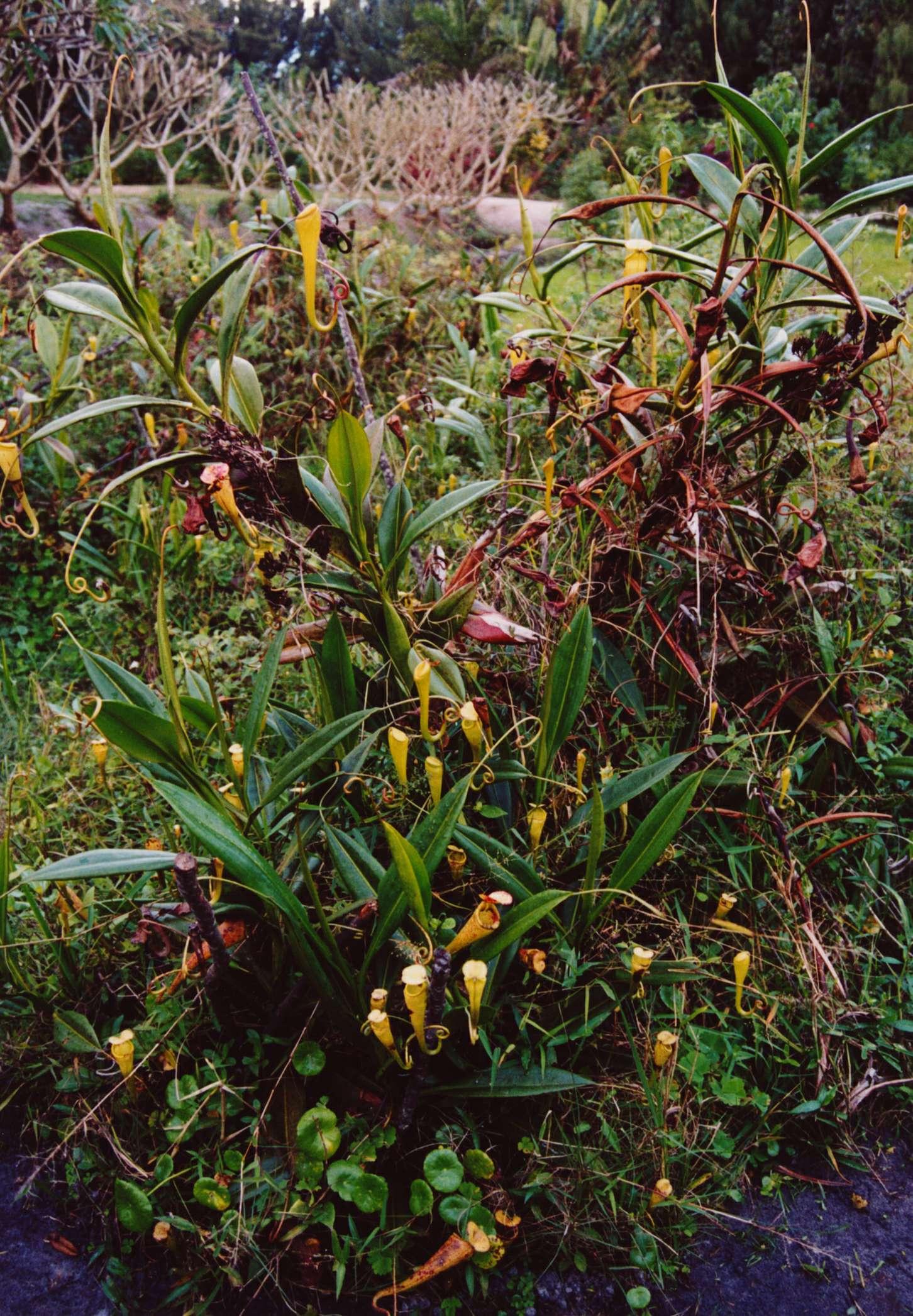
Nepenthes madagascariensis a Fort Dauphin, Madagascar

### Ibridi
Sono noti i seguenti ibridi naturali:
- Nepenthes × alisaputrana J.H.Adam & Wilcock
- Nepenthes × cincta Mast.
- Nepenthes × harryana Burb.
- Nepenthes × hookeriana H.Low (N. ampullaria × N. rafflesiana)
- Nepenthes × kinabaluensis Sh.Kurata
- Nepenthes × neglecta Macfarl.
- Nepenthes × setiuensis A.Amin, M.N.Faizal & Dome
- Nepenthes × trichocarpa Miq.
- Nepenthes × trusmadiensis Marabini

Esistono poi centinaia di ibridi e cultivar creati in coltivazione. Qui di seguito sono elencati i più comuni in commercio in Italia:
- N. 'Bloody Mary' (N. ventricosa × N. ampullaria)
- N. × coccinea ((N. rafflesiana × N. ampullaria) × N. mirabilis)
- N. 'Gentle' (N. fusca × N. maxima)
- N. 'Judith Finn' (N. veitchii × N. spathulata)
- N. 'Linda' (N. 'Rebecca Soper' × N. ventricosa)
- N. 'Louisa' (N. 'Rebecca Soper' × N. hirsuta)
- N. 'Miranda' ((N. northiana × N. maxima) × N. maxima)
- N. × mixta (N. northiana × N. maxima)
- N. 'Rebecca Soper' (N. ramispina × N. ventricosa)
- N. 'Velvet' (N. fusca × N. maxima)
- N. × ventrata (N. alata × N. ventricosa)

## Coltivazione
La coltivazione varia innanzitutto a seconda dell'altitudine a cui cresce la specie.
Le piante di pianura (sotto i 1000 m) preferiscono temperature notturne che non scendano sotto i 15-20 °C (quelle diurne possono salire fino a 30-40 °C) e si adattano quindi più facilmente ad essere coltivate come normali piante tropicali, in casa in inverno e fuori d'estate. Le piante di montagna (sopra i 1000 m) esigono temperature notturne intorno ai 10 °C per tutto l'anno (quelle diurne dovrebbero restare intorno ai 25-35 °C), ragion per cui sono le più difficili da far sopravvivere. La dicotomia montagna/pianura non è netta: esistono specie cosiddette intermedie che, crescendo in natura ad esempio tra i 600 m e i 1200 m, in coltivazione possono essere più adattabili a notti sia calde che fredde; oppure, una specie può essere definita di pianura ma, se l'esemplare coltivato viene da una colonia a 980 m, ovviamente soffrirà più facilmente il caldo; e ancora, c'è differenza tra le esigenze di una pianta di montagna proveniente da una colonia a 1100 m e quelle di una proveniente da una colonia a 2800 m.
Subito dopo la temperatura, il fattore più importante è la luce. Nell'immaginario collettivo, le piante carnivore in generale, e le Nepenthes in particolare, crescono nel buio della foresta tropicale. In realtà esse vivono in luoghi aperti, dove ricevono la luce diretta del sole per gran parte della giornata. A questo bisogna aggiungere l'influenza di latitudine (il genere Nepenthes è diffuso proprio fra i due tropici, dove la luce solare è più forte) e altitudine (a 2000 m la luce è più forte che in pianura). Il problema più frequente delle piante coltivate in casa è che smettono di produrre ascidi, proprio perché vengono tenute all'ombra per paura che si brucino. Andrebbero invece gradualmente abituate a ricevere la luce diretta del sole per più ore possibili (qualche scottatura durante il processo di adattamento è normale, macchie o sfumature rosse sono segno di salute e non di deperimento). I successi ottenuti coltivando Nepenthes in pieno sole, all'esterno, in estate, nel meridione d'Italia, sono numerosi. Sempre che questo non contrasti col fattore temperatura, che resta al primo posto.
Al terzo posto c'è l'umidità dell'aria. La maggior parte delle specie cresce in ambienti con umidità intorno all'80%. Tuttavia, chi ha poca esperienza tende a dare più importanza all'umidità che alla luce, e questo di nuovo risulta in piante che crescono grandi e veloci, ma senza produrre ascidi. L'umidità di un giardino (50-60%) è invece sufficiente. Non sempre però si ha un giardino a disposizione, e le piante in inverno vanno comunque riportate in casa, dove l'umidità purtroppo è intorno al 20%. Nebulizzare serve a poco: se l'aria è molto secca, alzare l'umidità per venti minuti è inutile. In inverno quindi, con poche ore di luce e umidità ridotta al minimo, le piante smettono di crescere, o smettono comunque di produrre ascidi, o nel caso siano in sofferenza per altri motivi (composto sbagliato, acqua sbagliata etc), possono anche morire del tutto.
La poca luce e la poca umidità durante l'inverno spingono i coltivatori più appassionati a munirsi di serra o terrario, dove le luci artificiali e l'ambiente chiuso permettono di regolare i suddetti fattori a piacere. A quel punto il problema diventano lo spazio (un esemplare adulto arriva velocemente a 1-2 metri) e le bollette della luce.
Una volta provveduto a temperatura, luce e umidità, non sarà un problema assicurarsi di usare composto e acqua adeguati. Un composto di torba e perlite in parti uguali, come per le altre piante carnivore, è gradito da quasi tutte le specie di Nepenthes. Alcune sembrano crescere meglio in sfagno e perlite, alcuni coltivatori aggiungono corteccia fine al composto per renderlo più aperto. Molti risultati, positivi o negativi, potrebbero essere causati non tanto dal terriccio in sé ma dall'abbinamento di un particolare terriccio alla coltivazione in un particolare ambiente (ad esempio: lo sfagno trattiene molta acqua, potrebbe essere un bene o un male, coltivare una pianta in sfagno a Catania o a Milano dà risultati diversi). Le teorie e le discussioni sul tema sono un dibattito aperto da decenni. 
L'acqua dev'essere necessariamente piovana o distillata, non si può usare l'acqua del rubinetto né quella lasciata semplicemente decantare. Di solito si compra l'acqua demineralizzata in taniche, è la stessa usata per il ferro da stiro. Molti collezionisti comprano dei filtri per demineralizzare l'acqua (ben diversi dai normali filtri per depurare l'acqua da bere). È meglio non usare fertilizzanti di alcun tipo, non sono necessari e possono facilmente provocare danni. Il composto va tenuto umido nella stagione di crescita, più asciutto durante l'inverno. Le piante che si trovano comunemente nei negozi, se sane e nell'ambiente giusto, possono essere tenute con 1 cm di acqua nel sottovaso nella stagione di crescita, ma in genere si sconsiglia l'acqua stagnante con le altre specie, a meno che non si abbia una certa esperienza (come per il composto, determinate specie coltivate in determinati ambienti gradiranno l'acqua stagnante più di altre).
Il rinvaso va effettuato con molta cautela, le radici sono fibrose e delicate. Rinvasare lasciando intatto il vecchio pane di terra e mettendolo semplicemente in un vaso più grande non pone problemi e può essere fatto in qualunque momento dell'anno. Rinvasare rimuovendo tutto il terreno vecchio dalle radici rischia di essere invece un colpo fatale, specialmente perché dopo il travaso l'umidità dev'essere mantenuta altissima fino all'attecchimento, e poi fatta di nuovo scendere gradualmente nell'arco di settimane per evitare shock. Le piante in vendita nei negozi si trovano già nel terriccio del rivenditore, che quindi è la miscela giusta (torba semplice o con aggiunta di perlite, la mancanza di perlite non è un grosso problema). Di solito però è stata bagnata con acqua del rubinetto, che col tempo rovina la torba. A quel punto si tratta di decidere se limitarsi a bagnare il terreno dall'alto con l'acqua giusta, e così pian piano "ripulirlo", o se rimuovere il terriccio vecchio del tutto mettendo a rischio la pianta. Quando si ha poca esperienza, la prima opzione è sempre quella più sicura, perché un terriccio di scarsa qualità mostra i suoi effetti sulla pianta nell'arco di settimane o mesi (durante i quali si può fare ulteriore esperienza, e capire cosa funziona e cosa no nelle proprie tecniche di coltivazione), mentre un travaso fatto male può uccidere l'esemplare in 24 ore.
Se il terreno nel vaso comincia a peggiorare come qualità semplicemente perché sono passati già alcuni anni dall'acquisto, e la pianta mostra un chiaro peggioramento (ingiallimento delle foglie, crescita lenta), si può anche ricorrere a una via di mezzo: rimuovere il pane di terra dal vaso, grattarne via delicatamente lo strato più esterno fino a che non si incontrano le radici (circa un terzo del composto, o comunque la parte che viene via più facilmente), e rimettere il pane di terra nel vaso riempiendo lo spazio mancante con terriccio fresco, dove a quel punto le radici cresceranno.
Se vengono coltivate in giardino, queste piante possono catturare insetti per conto proprio. Se si trovano in un ambiente senza insetti, si può riempire ogni ascidio per un terzo di acqua (nel caso non ce ne sia) e buttarci dentro qualche insetto. Nutrendo gli ascidi, la pianta cresce più velocemente e con foglie e ascidi più grandi, ma il solo nutrimento non può supplire a un ambiente non adatto.

## Cultura di massa
Questo genere ha ispirato il pokémon Victreebel.